# Злодії (фільм, 2018)
«Злодії» (англ. Den of Thieves) — американський фільм про пограбування банку.

## Сюжет
Події фільму розгортаються в Лос-Анджелесі — місті, де за поданою статистикою відбувається найбільша кількість банківських пограбувань у світі. Команда крадіїв, очолювана Реєм Меріменом, здійснюють напад на інкасаторський броньований фургон. Внаслідок перестрілки вони вбивають інкасаторів та поліцейських, які прибули на виклик, викрадаючи фургон в якому не було грошей.
Шериф округу Нік О'Брайн на прізвисько Великий Нік, проводить розслідування справи, запідозрює у нападі Мерімена, та викрадає бармена мсцевого бару на ім'я Донні, який пов'язаний із грабіжником. Донні під тиском розповідає, що Мерімен планує пограбування банку і залучив його в якості водія не розповідаючи подробиць свого плану. Донні звільняють, після чого Мерімен повідомляє всій команді, що планує пограбувати філіал Федерального резервного банку в Лос-Анджелесі, а саме викрасти $30 мільйонів готівки старими купюрами, які банк утилізує через шредер, стираючи при цьому серійні номери банкнот з бази даних.
Під час зібрання крадіїв в одному з ресторанів до них підходить Нік, вдаючи із себе знайомого Донні. Після чого Мерімен зі своїми людьми допитує Донні але той запевняє, що не розказав ніяких подробиць плану. Великий Нік знімає на ніч стриптизерку — подружку Мерімена аби дізнатись який банк він планує пограбувати.
В день запланованого пограбування Нік зі своїм відділом прибувають до одного з комерційних банків на окраїні Лос-Анджелесу до прибуття крадіїв, даючи їм змогу увійти усередину. Але замість своєї звичної моделі пограбування Мерімен з командою беруть заручників та вимагають $10 мільйонів та вертоліт. Під час очікування крадії тікають через підірваний тунель у каналізацію до того як Нік здогадується про їх задум та заходить до банку. Тим часом крадії під виглядом інкасаторів проникають до будівлі філіалу Федерального резервногобанку для заміни готівки. Вони ініціюють збій електромережі та камер відеоспостереження, після чого Донні, опинившись всередині кімнати для перерахунку банкнот, викидає намічені на утилізацію банкноти в отвір для відходів, звідки вони потрапляють до сміттєвого фургону. Донні тікає через вентиляційний канал та полишає будівлю під виглядом доставщика їжі. На вулиці його помічає команда Ніка, та схопивши дізнається де Мерімен.
Мерімен та ще двоє грабіжників намагаються втекти із пакетами готівки, які вони забрали із сміттєвого фургони. Потрапивши в затор на дорозі грабіжники виявляють позаду себе автомобіль Ніка. Між командами Ніка та Мерімена зав'язується перестрілка, в результаті якої один поліцейський та двоє грабіжників гинуть, а Нік переслідує і ранить Мерімена. Мерімен наставляє на Ніка пістолет в якому закінчились патрони, змушуючи його себе застрелити.
Повернувшись до автомобіля грабіжників Нік знаходить в пакетах утилізовані рештки банкнот та виявляє, що Донні втік.
Після всіх цих подій Нік йде до бару де працював Донні. На стіні він виявляє світлину Донні з деякими членами команди грабіжників та бачить як в бар заходять співробітники філіалу Федерального резервного банку, розташованого на сусідній вулиці, тоді Нік розуміє, що справжнім організатором пограбування був Донні, який забрав всі вкрадені гроші з другого сміттєвого фургону.
У фінальній сцені фільму Донні працює барменом в барі Лондона, замислюючи чергове пограбування.

## У ролях
| Актор                 | Роль            |
| --------------------- | --------------- |
| Джерард Батлер        | Нік             |
| 50 Cent               | Леві            |
| Пабло Шрайбер         | Рей Меррімен    |
| Еван Джонс            | Боско           |
| О'Ші Джексон-молодший | Джонатан Шеннон |
| Джордан Бріджес       | Боб             |
| Дон Олів'єрі          | Деббі О'Браєн   |
| Мо Мак-Рей            | Гас Гендерсон   |
| Макс Голловей         | Бас             |
| Браян Ван Голт        | Мерф            |

## Створення фільму

### Виробництво
Зйомки фільму почались 30 січня 2017 року.

### Знімальна група
- Кінорежисер — Крістіан Гудегаст
- Сценаристи — Пол Шерінг, Крістіан Гудегаст
- Кінопродюсери — Джерард Батлер, Марк Кантон, Крістіан Гудегаст, Раян Кевено, Алан Сігел, Такер Тулі
- Кінооператор — Террі Стейсі
- Композитор — Кліфф Мартінес
- Кіномонтаж — Джоел Кокс
- Художник-постановник — Кара Ліндстром
- Артдиректор — Елізабет Боллер
- Художник по костюмах — Террі Андерсон
- Підбір акторів — Джон Папсідера[4].

## Сприйняття
Фільм отримав змішані відгуки. На сайті Rotten Tomatoes оцінка стрічки становить 41 % на основі 107 відгуків від критиків (середня оцінка 5,1/10) і 64 % від глядачів із середньою оцінкою 3,6/5 (3 527 голосів). Фільму зарахований «гнилий помідор» від кінокритиків та «попкорн» від глядачів, Internet Movie Database — 7,0/10 (30 319 голосів), Metacritic — 49/100 (24 відгуків критиків) і 6,4/10 (48 відгуки від глядачів).